# سارکستودن
سارکستودن (نام علمی: Sarkastodon) یک سرده منقرض‌شده از راسته گوشت‌دندان‌سانان و خانواده کفتاردندانان است که حدود ۳۵ میلیون سال پیش در دوره ائوسن پسین زیست می‌کرده‌است. سارکستودن جانوری بزرگ و گوشت‌خوار بود و در سرزمین‌های کشور فعلی مغولستان زندگی می‌کرده‌است. تا کنون تنها بقایای جمجمه و آرواره سارکستودن شناسایی‌شده‌اند. با این حال بر پایه تخمین‌ها این جانور حدود ۳ متر طول و ۸۰۰ کیلوگرم وزن داشته‌است. طعمه‌های سارکستودن احتمالاً گیاه‌خواران بزرگی مانند تندرددان، ریگ‌ددان و کرگدن‌ها بوده‌اند.

## ویژگی‌ها

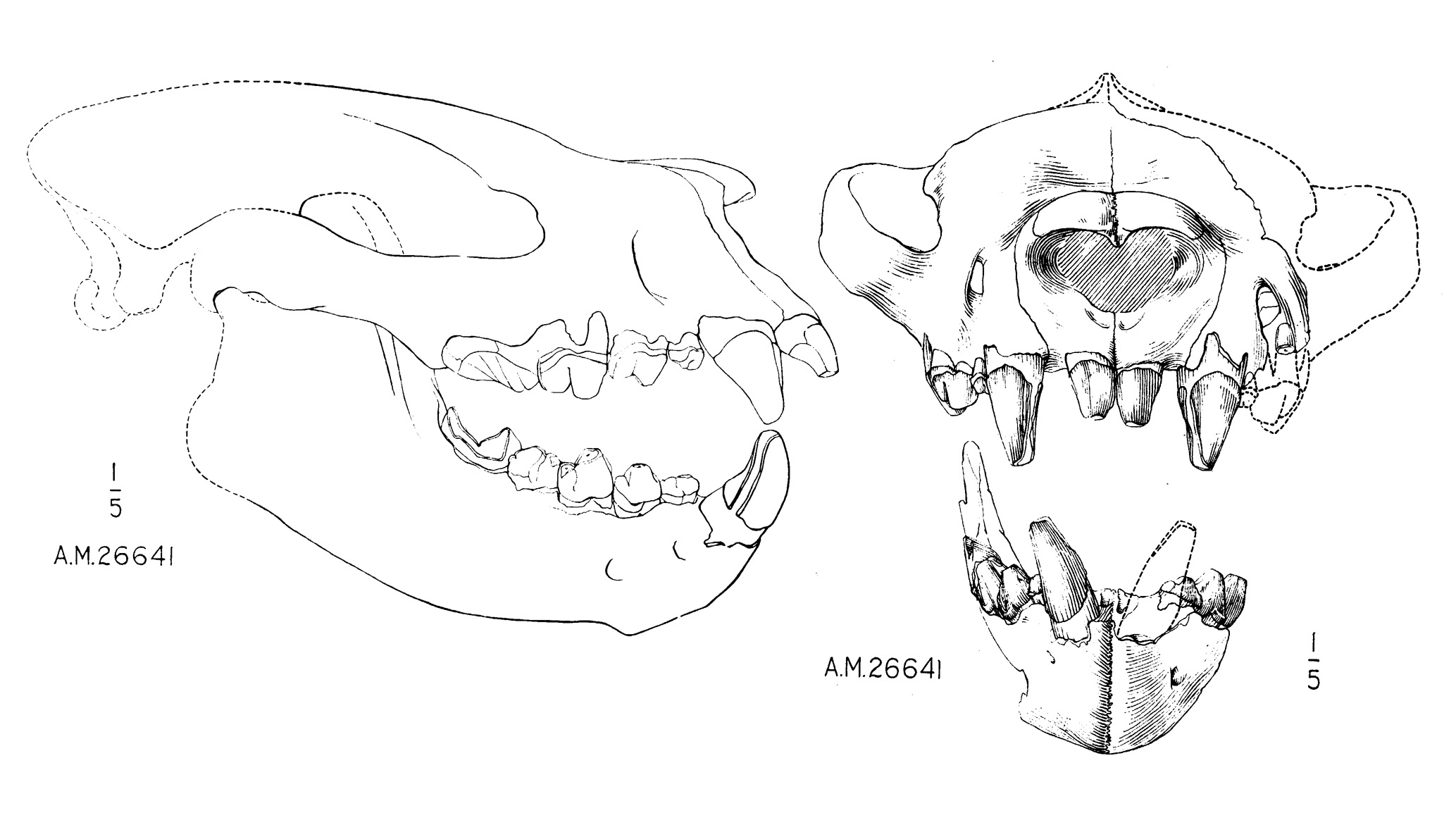
یک تصویرسازی از جمجمه سارکستودن مغولی

دندان‌بندی سارکستودن شبیه به دندان‌بندی کفتار بود. وجود دندان‌های آسیای کوچک تیز و برنده در کنار دندان‌های آسیای بزرگ خردکننده این امکان را به جانور می‌دانند تا هم از گوشت و هم از استخوان شکار تغذیه کند. سارکستودن احتمالاً یک شکارچی کمین‌گر بوده و یک شکارچی چالاک و سریع محسوب نمی‌شده‌است.